# ボスポラス海峡

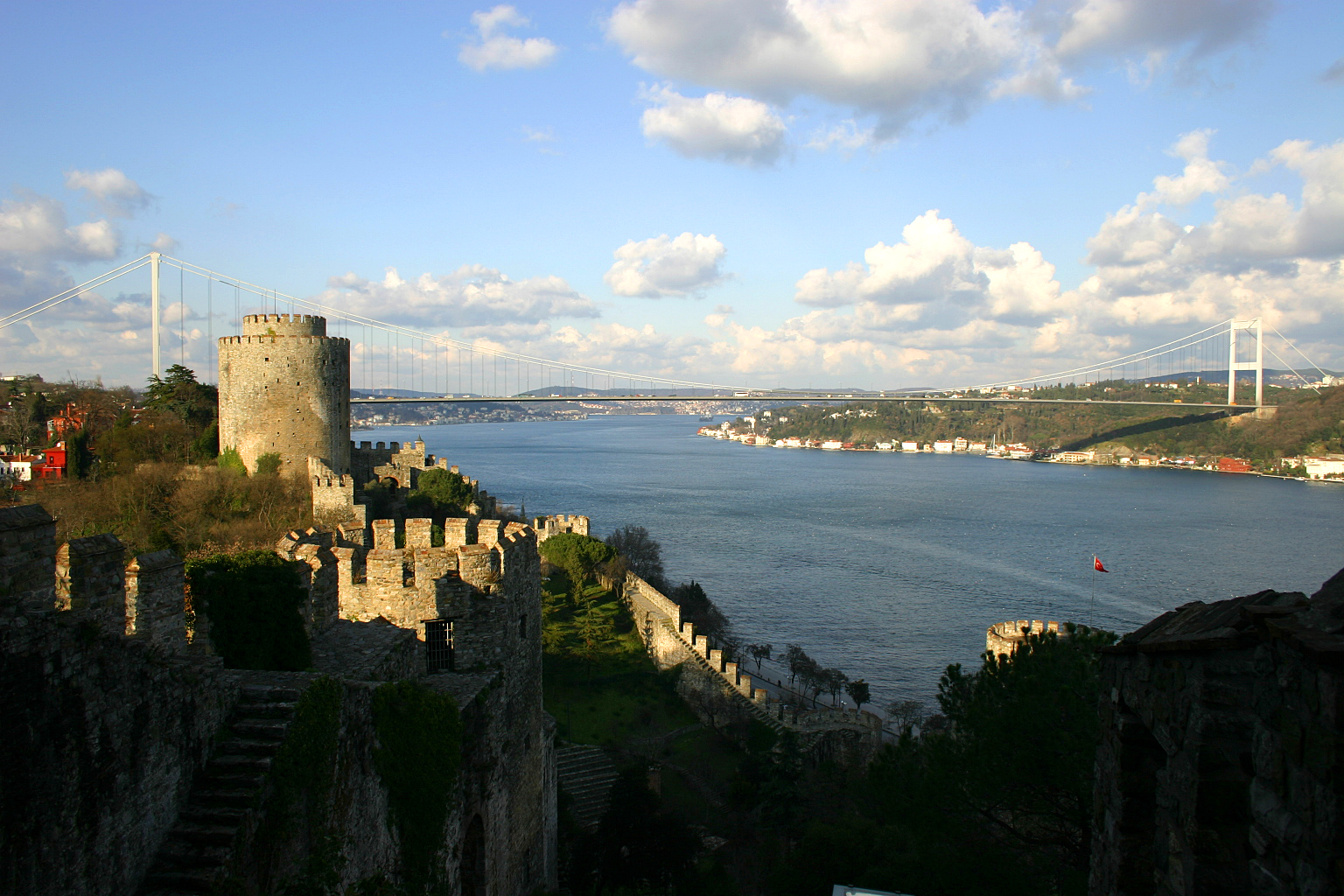
ボスポラス海峡とルメリ・ヒサル（手前）、ファーティフ・スルタン・メフメト橋。

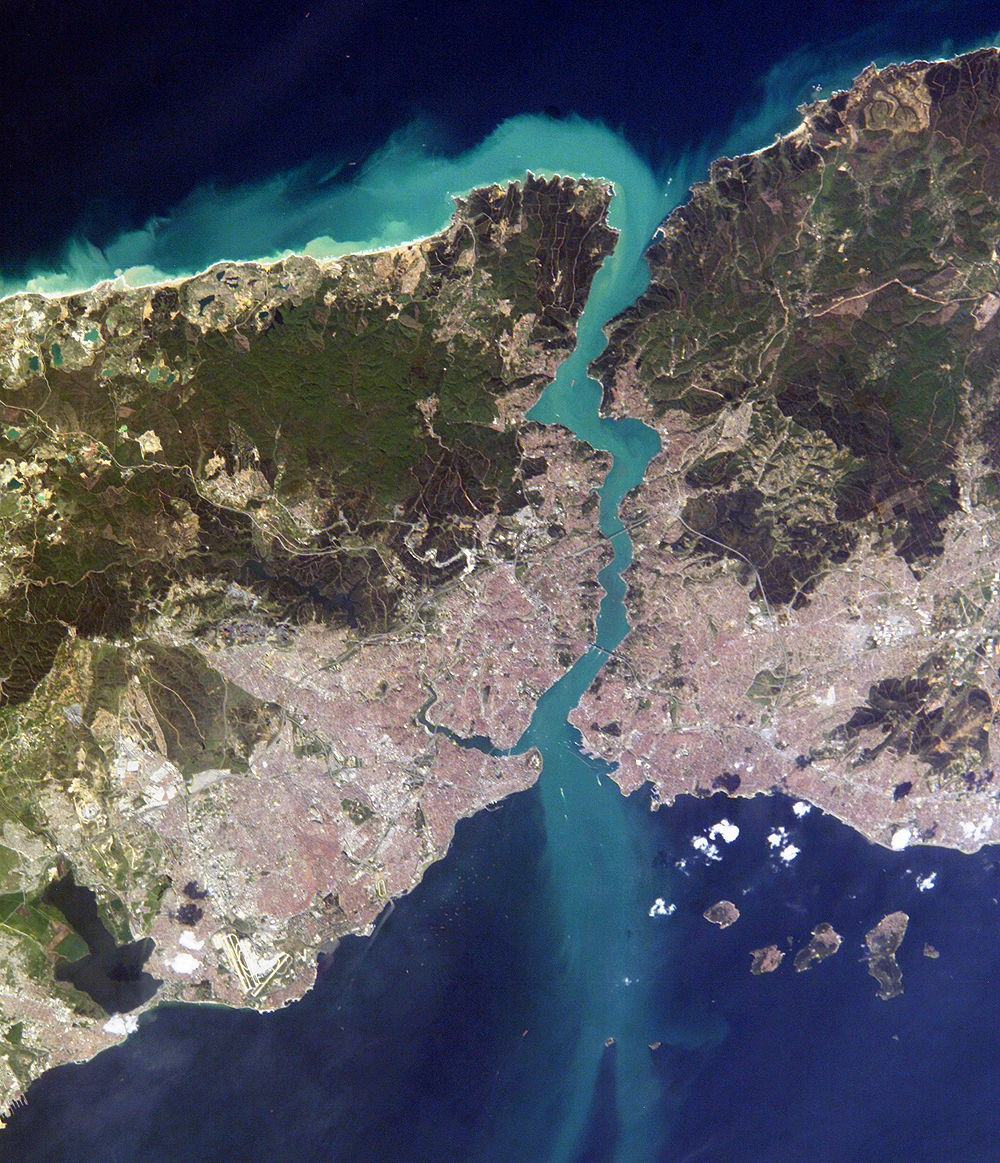
ボスポラス海峡の衛星写真 画面上が黒海、下がマルマラ海。イスタンブール旧市街は左側の陸の右下にある三角形の半島の部分。イスタンブール旧市街の北側の細長い湾は金角湾。

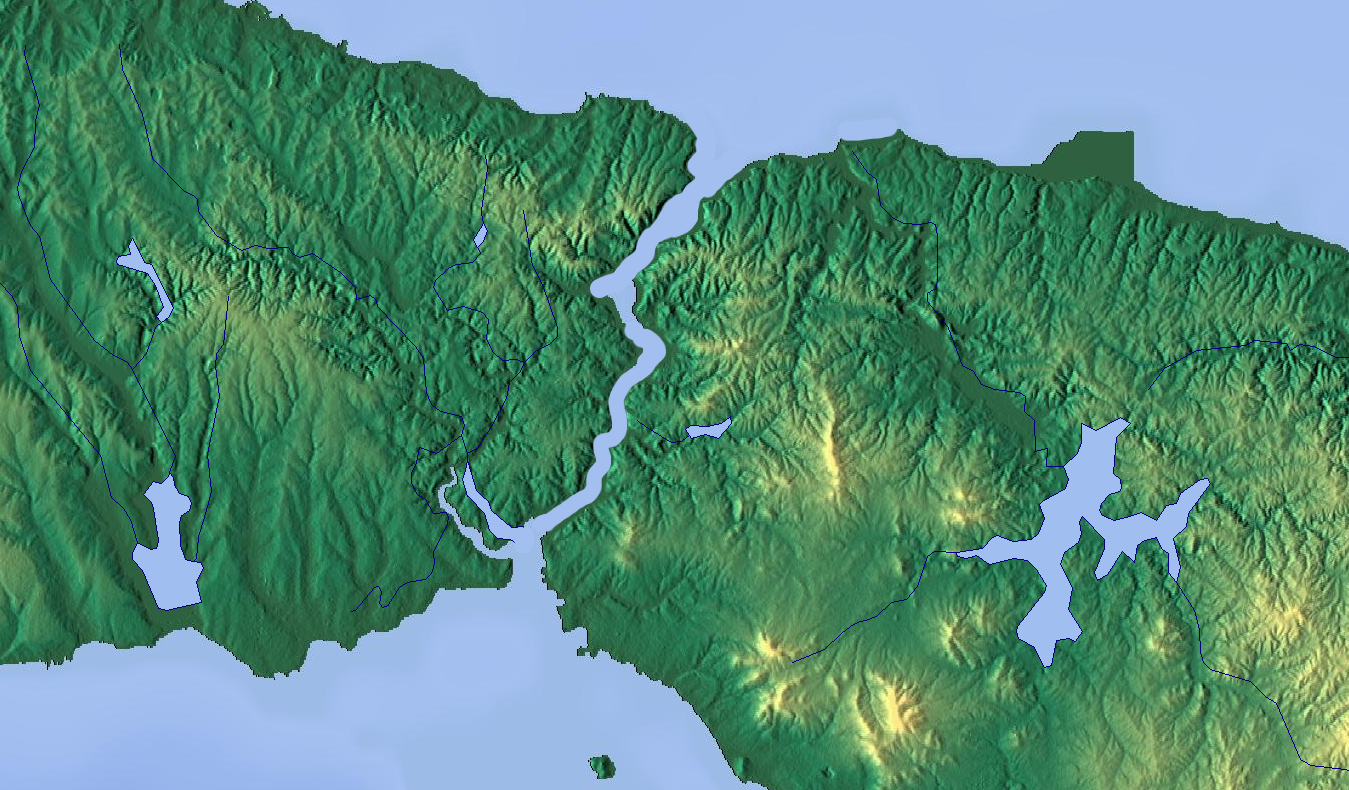
ボスポラス海峡地形図

ボスポラス海峡（ボスポラスかいきょう、ラテン語: Bosporus、トルコ語:İstanbul Boğazı）は、トルコのヨーロッパ部分（オクシデント：Occident）とアジア部分（オリエント：Orient）を隔てる海峡である。両岸にはトルコ最大の都市イスタンブールがある。

## 名称
ボスポラスとは「牝牛の渡渉」という意味で、ギリシャ神話の中で、ゼウスが妻ヘラを欺くため、不倫相手のイオを牝牛の姿へ変えるが、ヘラはそれを見破り、恐ろしいアブ（虻）を放った。そのためイオは世界中を逃げ回ることになり、牛の姿のままこの海峡を泳いで渡ったとされる。
トルコ語では「海峡の内」を意味するボアジチ (Boğaziçi) という名で呼ばれる。「イスタンブール海峡」としても知られる。

## 概要
南北に細長く、北は黒海、南はマルマラ海で、マルマラ海とエーゲ海を繋ぐダーダネルス海峡とあわせて黒海と地中海を結ぶ海上交通や活動の要衝をなす。長さは南北約30キロメートル、幅は最も狭い箇所で698メートル、最も広い地点で3700メートル。水深は36メートルから124メートル。両岸の全域はイスタンブール市の行政区内で、南側のマルマラ海への出口の西岸、金角湾との間の地がビュザンティオン、コンスタンティノポリスの故地であるイスタンブール旧市街である。

## 交通

### 両岸への交通
両岸の交通には以下の方法がある。
定期船
イスタンブール市民の足として、両岸の各所に定期船の船着場がある。
橋
三つの橋が架けられている。
- 7月15日殉教者の橋（1973年建設、別名「ボアジチ大橋 (Boğaziçi Köprüsü)」「第一ボスポラス橋」、全長1074メートル）
- ファーティフ・スルタン・メフメト橋（1988年建設、日本政府開発援助により日本企業が参加、通称「第二ボスポラス橋（Fatih Sultan Mehmet Köprüsü）」、全長1090メートル）
- ヤウズ・スルタン・セリム橋（2016年建設、通称「第三ボスポラス橋 (Yavuz Sultan Selim Köprüsü)」、全長1400メートル）

海底トンネル
- ボスポラス水道トンネル、2012年に開通したデュズジェ県のメレン川からイスタンブルのヨーロッパ側へ送水する海底トンネル
- マルマライトンネル - マルマライ鉄道建設計画に基づき、日本の大成建設グループなどにより建設が進められた、総延長13.56キロメートル（そのうち海峡下の長さ1387メートル）の鉄道用海底トンネル（2004年5月24日着工、2013年10月29日開通)。
- アブラシャトンネル（トルコ語: Avrasya Tüp Tüneli）は、2016年12月20日に開通した自動車用海底トンネル。全長14.6キロメートル （うちマルマラ海の海底部は3.4キロメートル）、総工費は12.5億米ドル（約1470億円）である。
- 大イスタンブールトンネル：建設中の自動車2方向と電車を各層で分けた3層トンネル

### 海峡内通行
ダーダネルス海峡やマルマラ海とともに、モントルー条約に詳しい規定がある。

## 歴史
紀元前数千年頃に地中海の海面上昇で黒海とつながったとする仮説（黒海洪水説）がある。
ロシア、ウクライナなど黒海に港を持つ国にとっては、地中海を通じて大西洋に船を出すためには必ず通航しなくてはならない要所（チョークポイント）にあたる。このため、海峡の航行権を確保したいロシア（ロシア帝国やソビエト連邦時代を含む）と、それを阻止しようとするオスマン帝国やトルコ共和国、諸列強（英仏米）の間で長く駆け引きが続けられてきた。現在は1936年に締結されたモントルー条約により、商船の自由航行と、通過できる軍艦の条件が定められる。
ソ連・ロシアの航空母艦「アドミラル・クズネツォフ」は、条約に対応する政治的処置としてロシア海軍における艦種分類を「航空母艦 (Авианосец：Avianosets)」ではなく「重航空巡洋艦 (Тяжелый Авианесущий Крейсер；Tjazhjolyj Avianesushchij Krejser (TAKR))」としている。
ボスポラス海峡沿いには、オスマン帝国がコンスタンティノポリス征服の足がかりとして築いたアナドル・ヒサル、ルメリ・ヒサルの両要塞や、ドルマバフチェ宮殿などのオスマン帝国の離宮、エジプト太守ムハンマド・アリー家を始めとするオスマン帝国の高官の別荘などの歴史的建造物が建ち並ぶ。イスタンブールの旧市街から黒海の出口までクルージングする定期観光船は外国人観光客に人気が高い。

## イスタンブール運河計画

運河工事部分を赤で表示

過密になっている通航船舶を分散させるため、ボスポラス海峡の西側（ヨーロッパ寄り）に「イスタンブール運河」を建設する計画。一部はキュチュクチェクメジェ湖を利用し、全長45km、幅150m、水深25mを想定している。2011年にエルドアン首相（後に大統領）が提案した。工期は7年、費用は750億トルコリラと見積もられている。巨額の費用、森林保護、ダムの破壊による水不足の危険性、黒海を巡る米露対立に巻き込まれることへの懸念から、イスタンブールのイマモール市長ら野党の共和人民党、世界自然保護基金 (WWF) トルコ、120人を超えるトルコの元外交官が計画に反対・批判を表明している。
2021年6月、エルドアン大統領により起工式が開かれ、総工費150億ドルとされる工事が開始された。民間船舶の通航にほぼ費用のかからないボスポラス海峡に対し、イスタンブール運河の利用には通航料が課せられる見込みのため、巨額の費用の回収については疑問が呈されている。